# メタルホーク (トランスフォーマー)
メタルホーク（Metalhawk）は日本のトランスフォーマー・シリーズ『トランスフォーマー 超神マスターフォース』に登場する架空のロボット・キャラクターである。

## ジェネレーション1
メタルホークはジェット機に変形し、また人間に変身できるプリテンダーである。ロボット・モードでは、左手を収納して催眠ガスを射出でき、ジェット・ライフルとタイタニウム・セイバーとを武器とする。ジェット・モードにおいては、15分間での地球から月までの往復が可能である。
地球におけるサイバトロン・プリテンダーとヘッドマスターJr.のリーダーである彼は、人間体でいるときは「ホーク」と呼称される。

### アニメ
8000年前に、デストロンのプリテンダーであるブラッド、ダウロス、およびギルマーを追跡していたサイバトロン・プリテンダーのメタルホーク、ランダー、ダイバー、そしてフェニックスの搭乗した宇宙船は、新石器時代の地球に不時着した。進化の途中にあった人類の日常の中に身を隠すためにサイバトロンたちはプリテンダー能力を使用し、そのボディーの構造をヒトと同等な有機体へと変え、通常人の大きさにまで縮小させた。一方、怪物の外形を選択したデストロン・プリテンダーは古代人に悪魔として恐れられるようになった。幾多の戦いの末、サイバトロンはエジプトのピラミッド内にブラッドを、ペルーのナスカの地上絵の下にダウロスを、アトランティス大陸の跡地にギルマーを何千年間も封印することに成功した。
デストロンの新たな指導者デビルZによって解放された3体のプリテンダーは彼に仕えることとなり、姿を現したサイバトロン・プリテンダーに資源強奪や地球の三超魂パワーの1つを崩壊させる一連の計画を気付かれる前に陽動作戦をすぐに開始する。
首尾よくライトフット、レインジャー、そしてロードキングの居場所を探し出してサイバトロン側に入隊させたジンライに対し、メタルホークは自ら指揮官を辞してジンライをその後任とする。
デビルZが倒れ、ジンライたちがトランスフォーマーと人間に分離した後も地球に居住している模様である。次作『トランスフォーマーV』では総集編でのみ登場し、惑星破壊要塞に乗り込んだスターセイバーに地球から通信を送る。
OVA『トランスフォーマーZ』でのビクトリー・セイバーによる宣誓のもとダイアトラスがサイバトロンの新たな最高司令官となる就任式において、ロードシーザーや、グランドマキシマス、ランドクロスや、ランダー、ゴッドマスターとともにその姿を見せる。

### 漫画版
『テレビマガジン』で掲載された漫画版での初登場は第1話「神か?悪魔か? プリテンダー登場!」。アニメ本編と違い、最初から秀太に正体を知られている。カリン島でデストロンプリテンダーと戦う。
第4話「登場! 救世主の名はジンライ!」にてダイバーがスカウトしたジンライに「コンボイの生まれ変わり」と確信を持ち、司令官に任命する。
最終回「超生命体のたんじょう」ではゴッドジンライとオーバーロードとの戦いの中、出現したデビルZの人超魂吸収光線を自分たちが盾になることにより無効化。ジンライと両軍のマスターフォースに力を貸し、大超魂パーフェクトトランスフォームアタックで撃破する。その爆発によりマスターブレスに魂が宿り、ジンライのトランステクターはジンライと分離し独立した超ロボット生命体へと生まれ変わる。ジンライからはプリテンダーは元の人間としての生活に戻るだろうと語られる。

### Fun Publications
- en:Fun Publications

ダイオンの物語であるコミック『ウィングス・オブ・ホーナー』(Wings of Honor)では、メタルホークは親衛隊(Elite Guard)の一員となり、ダイオン、サンダークラッシュ、フラック、チャー、ランドシャーク、オーヴァー＝ラン、アイアンフィストらと共にインセクトロンの大群と戦う。

## 玩具
玩具は日本のみの発売であり「C-201」のナンバーを与えられて発売。開発を担当した大野光仁によると日本では「受け入れにくいのではないか」と判断したランダーの代わりに用意した玩具であるという。
ほかのプリテンダーと異なりダイキャストパーツを使用しているのが特徴。一点だけうまくいかなかったのは、顔が面長になったことだと語る。

## 補足
当時、プリテンダーの中でも、信望者が多く、ファンからの人気が高かった。
『プライムウォーズトリロジー』では2度製品化されている。『タイタンズリターン』ではセットボックス『Siege on Cybertron』内の1ユニットで、トリガーハッピーをリカラーし専用のタイタンマスターと合体して「本来の姿」となるものが、『パワーオブザプライム』ではプライムマスターのデコイアーマーとして人間態の姿が登場している。このように同じ個体が全く別の姿を別のシリーズごとに製品化されるケースは皆無ではないものの極めて稀有なケースである。